# Петрусенко, Семён Иосифович
Семён Иосифович Петрусенко (20.06.1919, Иркутская область — 03.12.2011) — командир отделения роты автоматчиков 761-го стрелкового полка, старший сержант — на момент представления к награждению орденом Славы 1-й степени.

## Биография
Родился 20 июня 1919 года в деревне Черчет Тайшетского района Иркутской области. Член ВКП/КПСС с 1944 года. Окончил 7 классов. Работал трактористом в колхозе.
В Красной Армии с 1940 года. Проходил службу на Дальнем Востоке. На фронте в Великую Отечественную войну с января 1942 года. Участвовал в составе 9-й армии Южного фронта в Барвенково-Лозовской операции в январе 1942 года, в боях южнее Лозовой и на реке Северский Донец весной 1942 года в составе 57 армии Южного фронта; в построении оборонительных рубежей на Северном Кавказе в составе 58-й и 44-й армий Закавказского фронта в сентябре-октябре 1942 года, в оборонительных боях на орджоникидзевском направлении в составе 9-й армии и наступлении в ходе Краснодарской и Новороссийско-Таманской операций в составе 58-й и 56-й армий Закавказского фронта. В дальнейшем С. И. Петрусенко освобождал Украину в составе 18-й армии 1-го Украинского фронта в Житомирско-Бердичевской, Проскуровско-Черновицкой, Львовско-Сандомирской и Восточно-Карпатской операциях.
Наводчик противотанкового ружья 761-го стрелкового полка сержант Петрусенко в бою 3 мая 1944 года в районе села Раковчик выдвинулся впереди боевых порядков стрелковых подразделений, точным огнём из ПТР подавил пулемёт, который угрожал наступающему подразделению, поразил несколько пехотинцев противника.
Приказом командира 317-й стрелковой дивизии от 9 июня 1944 года за мужество, проявленное в боях с врагом, сержант Петрусенко награждён орденом Славы 3-й степени.
Командир отделения противотанковых ружей сержант Петрусенко с отделением 28 июля 1944 года в бою за высоту в районе села Лючки прорвался на шоссейную дорогу, истребил несколько противников, пятерых взял в плен, захватил пулемёт.
Приказом по 18-й армии от 27 августа 1944 года сержант Петрусенко награждён орденом Славы 2-й степени.
В боях за Ужгород был ранен. После излечения в госпитале участвовал в боях по уничтожению будапештской группировки противника в составе 18-го гвардейского стрелкового корпуса Будапештской группы войск 2-го Украинского фронта, освобождал Вену.
Командир отделения роты автоматчиков старший сержант Петрусенко в составе того же полка, дивизии с отделением 29 декабря 1944 года около древни Эржибет, одним из первых поднялся на штурм вражеских укреплений. Когда наступающему подразделению преградил огонь вражеской пулемётной точки, Петрусенко подкрался к ней и гранатами уничтожил. Ворвался в расположение врага, сразил более десяти пехотинцев, захватил три пулемёта, 15 автоматов.
18 января 1945 года в числе первых достиг реки Дунай, в бою в восточной части Будапешта взял в плен двоих противников.
На завершающем этапе войны в составе 53-й армии участвовал в Пражской операции. После победы над Германией, Петрусенко в составе 53-й армии был передислоцирован в Монголию и участвовал в разгроме квантунской армии на Забайкальском фронте.
Указом Президиума Верховного Совета СССР от 15 мая 1946 года за мужество, отвагу и героизм, , старший сержант Петрусенко Семён Иосифович награждён орденом Славы 1-й степени.
Участник войны с Японией в августе-сентябре 1945 года. В конце 1945 года демобилизован. Служил в органах Министерства внутренних дел. Жил в посёлке Новобирюсинский Тайшетского района. Скончался 3 декабря 2011 года. Он был последним Полным кавалером ордена Славы, проживавшим в Иркутской области.
Награждён орденами Славы 1-й, 2-й и 3-й степени, Отечественной войны 1-й степени, медалями «За отвагу», «За оборону Кавказа», «За взятие Вены», «За взятие Будапешта», «За победу над Германией», «За победу над Японией».
На фасаде средней школы, в которой учился ветеран, установлена мемориальная доска.